# Odontodynerus cingulifer
Odontodynerus cingulifer är en stekelart som först beskrevs av David Leo Walkington.  Odontodynerus cingulifer ingår i släktet Odontodynerus och familjen Eumenidae. Inga underarter finns listade i Catalogue of Life.